# Esmé Stewart, 3. Duke of Lennox

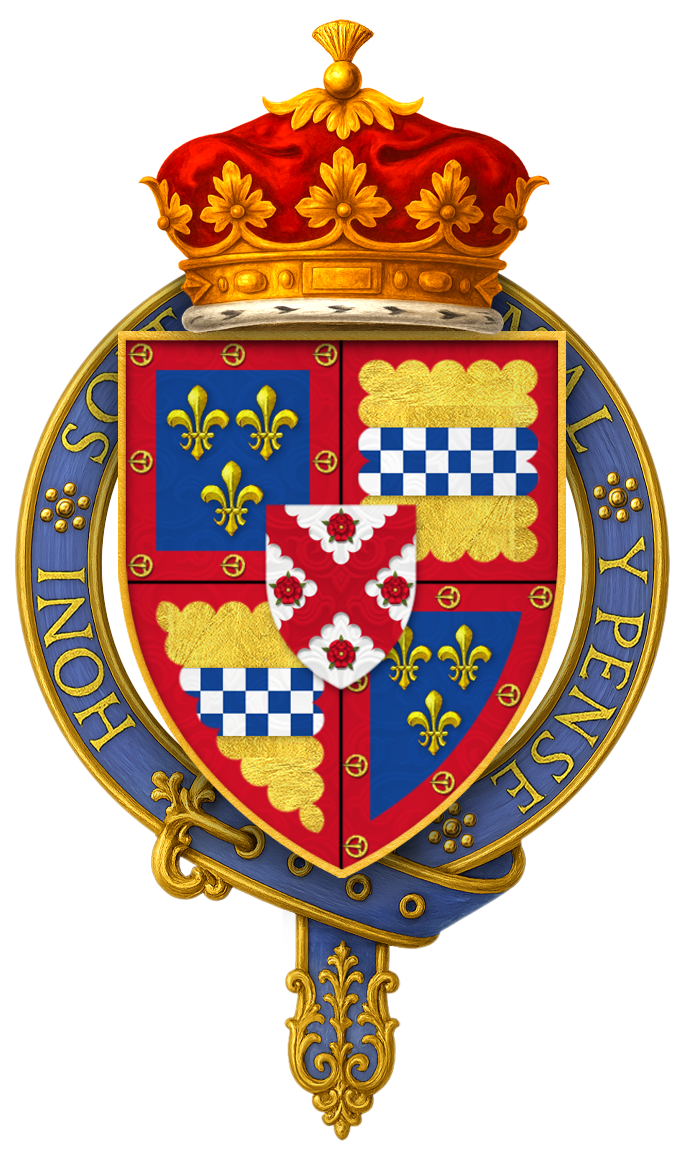
Wappen des Esmé Stewart, 3. Duke of Lennox

Esmé Stewart, 3. Duke of Lennox, KG (französisch Esmé Stuart, * um 1579 in Frankreich; † 30. Juli 1624 in Kirby, Northamptonshire) war ein Adliger aus der Familie Stewart.

## Leben
Stewart war der jüngere Sohn des Esmé Stewart, 1. Duke of Lennox, aus dessen Ehe mit Catherine de Balsac, Tochter des Guillaume de Balsac, Seigneur d'Entragues et Marcoussins. Er wuchs in Frankreich auf und erbte beim Tod seines Vaters 1583 dessen französischen Adelstitel als 7. Seigneur d’Aubigny im Herzogtum Berry, für die er am 8. April 1600 König Heinrich IV. den Lehnseid leistete. Sein älterer Bruder Ludovic erbte indessen dessen schottische Adelstitel als 2. Duke of Lennox.
Gemeinsam mit seinem Bruder Ludovic, der 1601 schottischer Botschafter in Paris war, zog er 1603 an den Hof König Jakobs I., wurde im selben Jahr als englischer Untertan naturalisiert und Gentleman of the Bedchamber in dessen Haushalt. Am 7. Juni 1619 verlieh ihm der König die englischen Adelstitel Earl of March und Baron Stuart of Leighton Bromswold, of Leighton Bromswold in the County of Huntingdon. Zudem erhielt er das Amt des Lord Lieutenant von Huntingdonshire. Er bewohnte mit seiner Familie das Anwesen Cobham Hall in Kent. Anlässlich seiner Erhebung in den englischen Adel überließ er seine französischen Titel und Besitzungen seinem minderjährigen zweiten Sohn Henry.
Als sein Bruder Ludovic im Februar 1624 starb und keine männlichen Nachkommen hinterließ, erbte Esmé dessen schottische Adelstitel als 3. Duke of Lennox sowie das Erbamt des Great Chamberlain of Scotland. Am 22. April 1624 nahm ihn der König als Knight Companion in den Hosenbandorden auf. Noch im Juli desselben Jahres starb er an Fleckfieber und wurde am 6. August in Westminster Abbey begraben.
Esmé Stewart war Mäzen und Förderer des Schriftstellers Ben Jonson, der auch einige Jahre in seinen Haushalt lebte.

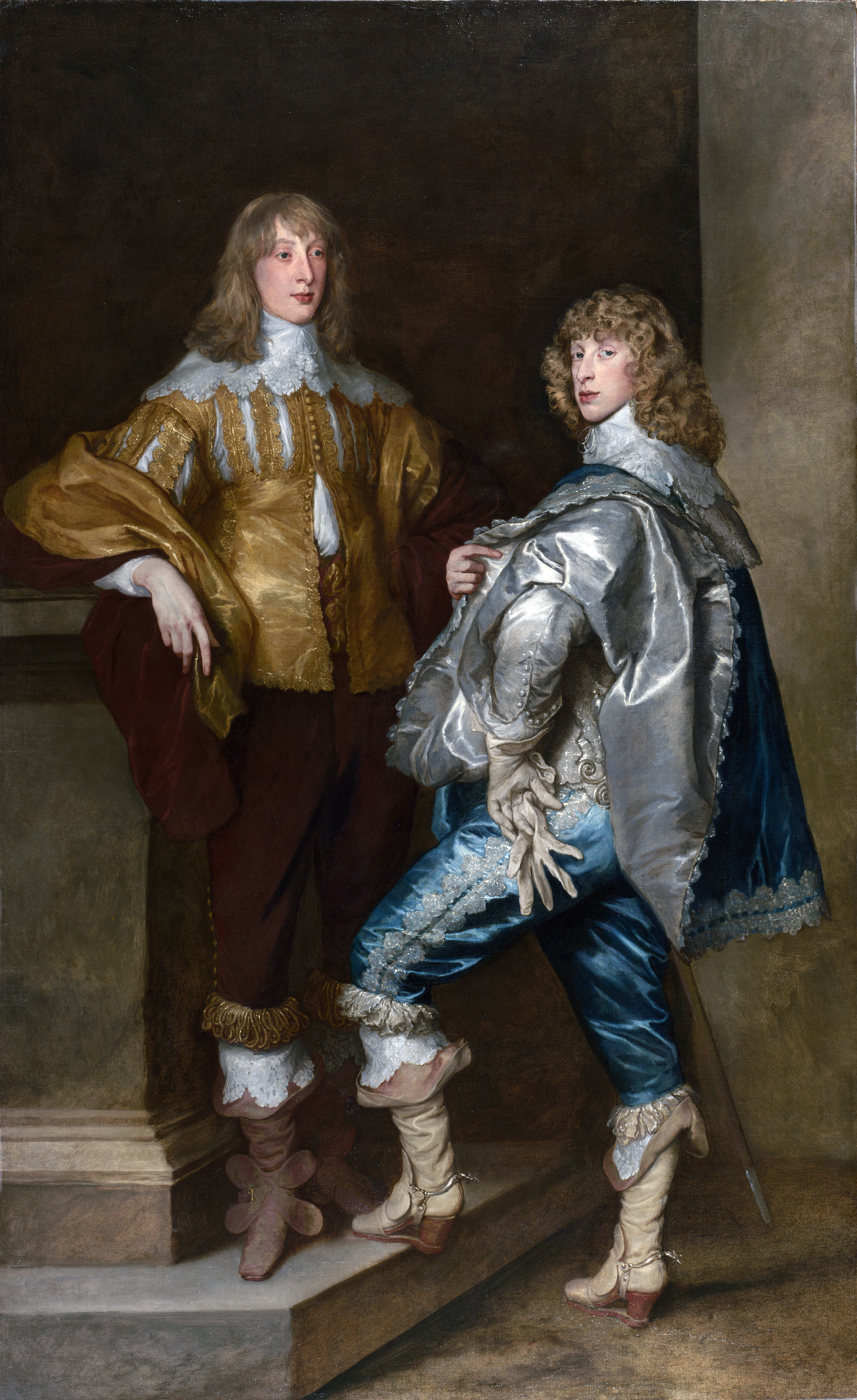
Seine Söhne John und Bernard, die beide als Royalisten im Englischen Bürgerkrieg fielen. Gemälde von Anthonis van Dyck

## Nachkommen
Stewart heiratete 1609 Hon. Katherine Clifton (1592–1637), Tochter des Gervais Clifton, 1. Baron Clifton, die ihren Vater 1618 als 2. Baroness Clifton beerbte. Mit ihr hatte er elf Kinder:
- Lady Elizabeth Stewart (1610–1674), ⚭ 1626 Henry Howard, 22. Earl of Arundel;
- James Stewart, 4. Duke of Lennox (1612–1655), ⚭ 1637 Lady Mary Villiers, Tochter des George Villiers, 1. Duke of Buckingham;
- Lady Anne Stewart (1614–1646), ⚭ 1629/30 Archibald Douglas, 1. Earl of Ormonde;
- Lord Henry Stewart (1616–1632), 8. Seigneur d'Aubigny;
- Francis Stewart († um 1617);
- Lady Frances Stewart (1617–1694), ⚭ 1632 Jerome Weston, 2. Earl of Portland;
- Margaret Stewart († um 1618);
- Lord George Stewart (1618–⚔ 1642), 9. Seigneur d'Aubigny, ⚭ 1638 Lady Catherine Howard, Tochter des Theophilus Howard, 2. Earl of Suffolk;
- Lord Ludovic Stewart (1619–1665), 10. Seigneur d'Aubigny, Abt von Haute Fontaine, Kardinal;
- Lord John Stewart (1621–⚔ 1644), General der Kavallerie;
- Lord Bernard Stewart (1623–⚔ 1645), Kommandeur der königlichen Garde.

Seine Witwe heiratete später James Hamilton, 2. Earl of Abercorn.